# Koptisk (sprog)
Koptisk er det sidste stadium af det gamle Egyptens sprog og er en direkte efterkommer af sproget i hieroglyfferne. Koptisk skrives med et eget alfabet, der er en udgave af det græske, idet det tilføjer en 6-7 bogstaver (afhængig af dialekten), der er afledet af den demotiske skrift og bruges til at betegne lyd, der ikke forekom på oldgræsk.
Koptisk blomstrede fra ca. 200 til 1100, men efter egypternes omvendelse til islam erstattedes det gradvist af arabisk, og det sidste vidnesbyrd om, at nogen naturligt talte koptisk stammer fra 1600-tallet. Koptisk er i dag det liturgiske sprog i Den koptisk-ortodokse kirke. Nutidens koptere har dog mest egyptisk arabisk som modersmål og forstår kun sjældent talt koptisk.

## Klassifikation og navn
Koptisk er medlem af den afroasiatiske sprogfamilie (der bl.a. omfatter de semitiske sprog) og hører under gruppen af egyptiske sprog. På sahidisk koptisk kendes det som met ən rəm ən kēmə ("Egyptens folks sprog") eller met kuptaion ("egyptisk sprog"). Ordet "koptisk" kommer gennem latin og arabisk fra koptisk kyptaios, der stammer fra det græske αἰγύπτιος aigýptios, der betyder "egyptisk".

## Geografisk spredning
Koptisk taltes næsten udelukkende i Egypten og har kun haft ringe indflydelse uden for Egypten – med undtagelse af den koptiske kirkes klostre i Nubien. Den afgørende indflydelse internt har været på dialekter af egyptisk arabisk, der har indlånt en del koptiske ord samt syntaks og udtale. Herfra har en håndfuld ord af koptisk oprindelse spredt sig til moderne standardarabisk:
- تمساح timsāħ "krokodille" (koptisk təmsah "krokodillen")
- طوبة ṭūba "mursten" (sahidisk koptisk til'bə, bohairisk to:bi; dette ord er efterfølgende indlånt i spansk via andalusisk arabisk som adobe)
- واحة wāħa "oase" (sahidisk wahə, bohairisk wehi)

Nogle få ord af koptisk oprindelse er gået ind i græsk, og enkelte er herigennem indlånt i andre europæiske sprog, f.eks. det koptiske bari "lille båd", der indlåntes i græsk som βᾶρις bâris, hvorfra det gennem latin og oldfransk bliver til det engelske barge med stort set uændret betydning. Størstedelen af sådanne ord er arveord i koptisk og stammer altså helt tilbage fra oldtidens egyptiske hieroglyfsprog som "oase", der gennem græsk ὄασις óasis kan føres tilbage til det koptiske wahə og herfra gennem demotisk WḤỈ til middelegyptisk WḤ3T. Pudsigt nok har koptisk "tilbagelånt" en del ord fra græsk, som oprindeligt er indlånt i græsk fra før-koptisk egyptisk, således f.eks. det koptiske ebenos fra græsk ἔβενος ébenos "ibenholt", som oprindeligt er indlånt i græsk fra oldegyptisk HBNY.
En anden stor aftager af koptiske låneord er nubisk.

## Officiel status
Som uddødt sprog har koptisk ingen officiel status, men middelalderens bohairiske dialekt har dog (sammen med arabisk og græsk) status som liturgisk sprog i Den koptisk-ortodokse kirke og Den koptiske katolske kirke. Der findes tillige en gruppe ved navn Remenkimi, der arbejder på at genopvække koptisk som talt sprog.

## Dialekter
Koptisk forekommer i regionale dialekter, som taltes fra Middelhavets kyst i nord og Nubien i syd og tilligemed i oaserne mod vest. Da koptisk er et uddødt sprog, kendes disse dialekter udelukkende på, at de overleverede skrifter udviser regionale forskelle i stavningen af samme ord, og omend mange sådanne forskelle givetvis afspejler faktiske regionale udtaleforskelle, så må en del rimeligvis også henregnes til forskellige ortografiske traditioner og afspejler ikke nødvendigvis egentlige fonetiske variationer.
De vigtigste koptiske dialekter er:

### Sahidisk
Sahidisk (tidligere kaldt thebaisk) er den dialekt, hvorpå de fleste kendte koptiske tekster er nedskrevet og var efter alt at dømme den mest udbredte dialekt i den førislamiske periode. Sahidisk antages at have været en regional dialekt fra området omkring al-Ashmunayn, oldtidens Hermopolis magna, men omkring 300 e.Kr. udviklede det sig til en litterær form, hvori vi bl.a. finder tidlige oversættelser af de vigtigste dele af Bibelen. I 500-tallet standardiseredes sahidisk retskrivning, og den blev meget afgørende som standarddialekt for Den koptisk-ortodokse kirke i hele Egypten. Næsten alle indfødte forfattere med koptisk som modersmål skrev i de følgende århundreder på denne dialekt. I begyndelsen af 800-tallet blev den imidlertid udfordret af den bohairiske dialekt, men den uddøde først engang op i 1300-tallet.
Hvor tekster på andre koptiske dialekter mest er oversættelser af græske litterære og religiøse tekster, er sahidisk den eneste dialekt med en betydelig mængde original litteratur og fagtekster. Som følge heraf og fordi sahidisk deler de fleste af sine egenskaber med andre koptiske dialekter og har få særegenheder, er det som regel den dialekt, forskere tager udgangspunkt i, når de lærer koptisk, særligt uden for den koptiske kirke.

### Bohairisk
Bohairisk (eller memfitisk) antages normalt at stamme fra det vestlige Nildelta. Den tidligste bohairiske tekst er et manuskript fra 300-tallet e.Kr., men først i 800-tallet begynder der at dukke et større tekstmateriale op. Dette kan dog tænkes at skyldes de dårlige forhold for opbevarelsen af manuskriptruller i de fugtige områder i det nordlige Egypten. Dialekten udviser en række konservative træk i ordvalg og en fonologi, som afviger mærkbart fra de andre dialekter. Bohairisk er som ovenfor nævnt den dialekt, der tjener som liturgisk sprog i den koptiske kirke, hvor den i 1100-tallet erstattede sahidisk i denne rolle. I samtidig liturgisk brug er der to udtaletraditioner. Det skyldes reformer i løbet af det 19. og det 20. århundrede.
Nogle medlemmer af den koptiske kirke har forsøgt at genopvække den bohairiske dialekt som dagligsprog og har i den forbindelse udgivet en række teksthæfter og grammatikker, se fx Mattar 1990.

### Akhmimisk
Akhmimisk stammer fra området omkring Akhmim (oldtidens Panopolis) og blomstrede i løbet af 300-tallet og 400-tallet for derefter at uddø. Akhmimisk er fonologisk set det mest arkaiske af de koptiske dialekter. Ét karakteristisk træk er bevarelsen af fonemet /x/, som realiseres som [ʃ] i de fleste andre dialekter. Dertil kommer, at dialekten selv relativt sent anvender en særdeles konservativ ortografi, der på mange måder minder om "oldkoptisk".

### Lykopolitansk
Lykopolitansk (også kendt som subakhmimisk og assiutisk) minder om akhmimisk med hensyn til, hvornår og hvor det er attesteret, omend flere manuskripter skrevet på denne dialekt kan lokaliseres til området omkring Asyut (oldtidens Lykopolis). Hovedforskellene mellem de to dialekter synes primært at være grafiske af natur, omend lykopolitansk blev brugt i stor udstrækning til oversættelser af gnostiske og manikæiske skrifter, herunder skrifterne i Nag Hammadi-biblioteket.

### Fayyumisk
Fayyumisk (eller faiyumisk, tidligere ofte bashmurisk) stammer i alt væsentligt fra Fayyum-regionen vest for Nildalen. Det er attesteret fra 200-tallet e.Kr. til 900-tallet. Dialekten adskiller sig mærkbart ved at have /l/, hvor de øvrige dialekter har /r/.

### Oxyrhynkisk
Oxyrhynchisk (også kaldet mesokemisk og – noget forvirrende – middelegyptisk) anvendtes det mellemste Egypten i området omkring Oxyrhynchus og udviser ligheder med fayyumisk. Dialekten er attesteret i manuskripter fra 300-tallet til 400-tallet.

## Vokabular
Det grundlæggende ordforråd i koptisk er afledt af oldtidens egyptiske sprog, hvis demotiske fase udgør sprogtrinnet umiddelbart før koptisk. Koptisk har dog optaget store mængder låneord fra græsk og ca. en tredjedel af det koptiske ordforråd i de klassiske tekster kan spores til græsk. Der findes sågar koptiske tekster, hvor hele passager er komponeret alene på basis af græske leksemer, men i denne sammenhæng må man huske på, at størstedelen af koptiske tekster er direkte oversættelser af græske værker.

## Det koptiske skrivesystem
Koptisk skrives med et alfabet, der er næsten fuldstændig baseret på det græske alfabet, men med tilføjelse af ekstra bogstaver til at betegne lyd, der ikke forekom på samtidens græske sprog – seks i den sahidiske dialekts tilfælde – og disse ekstra bogstaver har deres oprindelse i demotisk egyptisk skrift. Der er nogen variation i antallet og udformningen af disse demotiske tegn, afhængig af hvilken koptisk dialekt, der er tale om. Nogle af de tegn i det koptiske alfabet, der havde et græsk ophav, anvendtes udelukkende til at skrive låneord fra græsk og aldrig i koptiske arveord.
På sahidisk er det muligt, at stavelser indikeredes med et ekstra pennestrøg oven over, skønt mange forskere mener, at dette hyppigt forekommende pennestrøg i stedet indikerer en mumlevokal /e/ – der gives fortsat ingen konsensus på området. Nogle skrivetraditioner anvendte et mærke over <i> og <u>, når de forekom i begyndelsen af en stavelse. Bohairisk dialekt gjorde brug af en prik over eller en lille streg kaldet djinkim. Dette tænkes dog at være urelateret til den omtalte sahidiske streg og kan muligvis have betegnet et stemmebåndslukke i stedet.
De fleste koptiske tekster indikerede ikke ordinddeling.

## Historie

### Begyndelsen
Fra det 2. århundrede e.Kr. til den store forfølgelse under Diokletian blev koptisk primært brugt som skriftsprog til at oversætte skrifter fra græsk til egyptisk. I tiden herefter blomstrede de kristne klosterbevægelser, og det særligt i Egypten. Klostersamfundenes abbeder havde derfor behov for at nedskrive deres klosterregler på det egyptiske sprog. Dertil kommer, at de egyptiske kirkefædre – som normalt skrev på græsk – også affattede nogle skrifter til de egyptiske munke på koptisk. Klosterfædrene som fx Antonius den store, Sankt Pachomios, Sankt Macarius og deres respektive disciple skrev også på koptisk. Samtidigt skrev kirkefædre som Athanasius af Alexandria, Sankt Theophilus og Sankt Kyrillos af Alexandria også til disse på koptisk. Alt dette markerer begyndelsen af det koptiske sprogs gyldne tidsalder.
Det var dog ikke før Sankt Shenouda, at det koptiske litterære sprog virkelig nåede sit ypperste. Shenouda magtede at omforme sproget fra et værktøj, der kunne give instrukser til munke, til et bredspektret litterært sprog, som kunne tale til munke, kirkelige autoriteter, lægfolk og sågar regenter. Hans karisma, store kendskab til den græske litteratur og retorik såvel som hans nyskabende tanker gjorde ham i stand til at udvikle det koptiske sprog i sammenhæng og stil til en litterær højde, som aldrig blev opnået siden. Dagens koptiske lærde er fortsat forbavset over kvaliteten i hans skrifter, efterhånden som flere af dem bliver studeret og genudgivet.
Denne litterære arv fortsatte i mindre grad gennem hans discipel Sankt Besas skrifter i den anden halvdel af 400-tallet, men disse skrifter var primært opbyggelige skrifter tilsigtet det store klostersamfund kendt som Det hvide kloster. Senere i det sjette og syvende århundrede skrev andre kirkefædre, som fx Rufus af Shotep, Konstantin af Asyut og Pisentius af Qift, mange af deres værker på koptisk.

### Koptisk i den første arabiske tid (600-900)
I midten af 600-tallet kom Egypten under arabisk dominans efter islams udbredelse. I begyndelsen af 700-tallet gjorde kalif Abd al-Malik Ibn Marawan arabisk til det eneste officielle sprog i den egyptiske administration, der indtil da primært havde brugt koinegræsk. Det mindskede yderligere antallet af dem, der evnede at skrive koptisk; det havde især været ansatte i regeringens administration og deres familier. Det nødte egyptiske bureaukrater til at lære arabisk, så de kunne beholde deres hverv og sikre, at deres efterkommer ligeledes havde evnen til det. Den kombinerede dominans, som det græske og det arabiske sprog havde udøvet, minskede litterært koptisk i en sådan grad, at det inden for bare få hundrede år blev nødvendigt for biskop Severus af Al-Ashmunain at skrive sin bog om Patriarkernes historie på arabisk.
Inden for kirken fortsatte koptisk uden svækkelse. Faktisk blev et stort antal hagiografiske skrifter (om helgener) skrevet først i denne periode. Koptisk blev vedvarende brugt som førstesprog i kirken med græsk som andetsprog. Det fremgår af de tekster, der er overlevet. Det er imidlertid kun et fåtal liturgiske manuskripter, der har overlevet fra denne periode, som kan vise os, hvordan sproget blev brugt. Det skyldes især det store brugsslid, som dokumenterne blev udsat for, foruden dårlig opbevaring og sarte materialer; pergamenterne blev ganske enkelt slidt op.
I løbet af denne periode kom flere arabiske låneord ind i det koptiske sprog, men der er ingen indikation på, at arabisk blev anvendt i kirken. Der findes fx ingen koptisk-arabiske manuskripter fra denne periode. Koptisk forblev ligeledes talesproget for det jævne egyptiske folk – og sandsynligvis også for de gejstlige.

## Studier af koptisk
I Europa har koptisk i varierende omfang været genstand for forskningsmæssig interesse i forbindelse med interesse for eksotiske emner. Blandt de europæerere, der har lært sig koptisk, kan nævnes:
- Theodor Petræus (1630-1672)
- Wolf Frederik Engelbreth (1771-1862)
- Antoine-Jean Saint-Martin (1791-1832)
- Julius Heinrich Petermann (1801-1876)
- Hugo Odeberg (1898-1973)
- Wolfgang Kosack (født 1943)

### Generelle studier
- Emmel, Stephen. 1992. «Languages (Coptic)». In The Anchor Bible Dictionary, edited by David Noel Freedman. Vol. 4 of 6 vols. New York: Doubleday. 180–188.
- Rodolphe Kasser. 1991. «Dialects». In The Coptic Encyclopedia, edited by Aziz Suryal Atiya. Vol. 8 of 8 vols. New York and Toronto: Macmillian Publishing Company and Collier Macmillian Canada. 87–96.
- Wolfgang Kosack: Der koptische Heiligenkalender. Deutsch - Koptisch - Arabisch nach den besten Quellen neu bearbeitet und vollständig herausgegeben mit Index Sanctorum koptischer Heiliger, Index der Namen auf Koptisch, Koptische Patriarchenliste, Geografische Liste. Christoph Brunner, Berlin 2012, ISBN 978-3-9524018-4-2.
- Wolfgang Kosack: Schenute von Atripe De judicio finale. Papyruskodex 63000.IV im Museo Egizio di Torino. Einleitung, Textbearbeitung und Übersetzung herausgegeben von Wolfgang Kosack. Christoph Brunner, Berlin 2013, ISBN 978-3-9524018-5-9.
- Loprieno, Antonio. 1995. Ancient Egyptian: A Linguistic Introduction. Cambridge: Cambridge University Press.
- Polotsky, Hans Jacob. 1971. "Coptic". In Afroasiatic: A Survey, edited by Carleton Taylor Hodge. (Jana Linguarum: Series Practica; 163). 's Gravenhage and Paris: Mouton. 67–79.

### Grammatikker
- Wolfgang Kosack: Lehrbuch des Koptischen.Teil I:Koptische Grammatik.Teil II:Koptische Lesestücke, Graz 1974.
- Wolfgang Kosack: Koptisches Handlexikon des Bohairischen. Koptisch - Deutsch - Arabisch. Verlag Christoph Brunner, Basel 2013, ISBN 978-3-9524018-9-7.
- Lambdin, Thomas Oden. 1983. Introduction to Sahidic Coptic. Macon: Mercer University Press.
- Layton, Bentley. 2000. A Coptic Grammar (Sahidic Dialect): With a Chrestomathy and Glossary. (Porta linguarum orientalium; N.S., 20). Wiesbaden: Harrassowitz.
- Mattar, Nabil. 1990. A Study in Bohairic Coptic. Pasadena: Hope Publishing House.
- Plumley, J. Martin. 1948. An Introductory Coptic Grammar (Sahidic Dialect). London: Horne & van Thal. On-line version Arkiveret 24. april 2006 hos  Wayback Machine
- Vergote, Jozef. 1973–1983. Grammaire copte. Leuven: Peeters.
- Younan, Sameh. 2005 So, you want to learn Coptic? A guide to Bohairic Grammar. Sydney: St.Mary, St.Bakhomious and St.Shenouda Coptic Orthodox Church.

### Ordbøger
- Černý, Jaroslav. 1976. Coptic Etymological Dictionary. Cambridge and New York: Cambridge University Press.
- Crum, Walter Ewing. 1939. A Coptic Dictionary. Oxford: Clarendon Press; On-line version Arkiveret 23. april 2014 hos  Wayback Machine
- Vycichl, Werner. 1983. Dictionnaire étymologique de la langue copte. Leuven: Éditions Peeters.
- Westendorf, Wolfhart. 1965/1977. Koptisches Handwörterbuch. Heidelberg: Carl Winter.

### Fonologi
- Depuydt, Leo. 1993. «On Coptic Sounds». Orientalia 62 (new series): 338–375.
- Loprieno, Antonio. 1997. «Egyptian and Coptic Phonology». In Phonologies of Asia and Africa (Including the Caucasus), edited by Alan S. Kaye. Vol. 1 of 2 vols. Winona Lake: Eisenbrauns. 431–460.
- Peust, Carsten. 1999. Egyptian Phonology: An Introduction to the Phonology of a Dead Language. (Monographien zur ägyptischen Sprache; 2). Göttingen: Peust & Gutschmidt.